# Cree
Cree (Cri; fra. Cris, slo. oblika: Kri ali Kriji).- Ena najmočnejših in najpomembnejših skupin ameriških Indijancev iz Kanade, razširjenih po velikem območju južne Kanade z glavnim bivališčem okoli Jamesovega zaliva.
Cree se delijo na naslednje velike veje, to so: 
- Sakawithiniwuk ali Sakawininiwug, Wood Cree, Woodland Cree (Gozdni Cree),
- Maskegon ali Swampy Cree (Močvirni Cree),
- Moose Cree, Moosonee, Monsoni,
- Vzhodni ali James Bay Cree in
- Plains Cree ali Paskwawininiwug (Prerijski Cree).

Obstajajo še tri samostojne Cree skupine:
- Atikamekw
- Montagnais
- Naskapi

## Ime
Ime Cree je nastalo iz Creestinaux, okrnjene francoske oblike imena Kenistenoag, s katerim so se Cree imenovali sami. Ta oblika je bila v francoščini skrajšana na Cree. Obstajata tudi imeni Iyiniwok in Nehiyawok, v pomenu "tisti prve rase", s katerima so se Cree imenovali (Swanton), ali v pomenu ‘oseba s štirimi deli’, ki temelji na svetem številu 4 in pomenu, ki ga pripisujejo svojemu čustvenemu, duhovnemu, fizičnemu in mentalnemu razvoju. V zgodnjih virih so jih francoski popotniki imenovali O'pimmitish Ininiwuc ali "možje gozda", beseda Ininiwuc je različica od Iyiniwok ali Nehiyawok, pomen O'pimmitish Ininiwuc pa je vprašljiv. Njihovi indijanski sosedje so jih imenovali z različnimi imeni, njim najbližji Chippewa so jih imenovali Nehiyaw, kar ni nič drugega kot njihova oblika Cree-imena Nehiyawok. Southern Indians je ime trgovcev podjetja  'Hudson Bay' . Na preriji so jih Indijanci Hidatsa imenovali Shahe' ; Sioux Shi-e-á-la; Siksika Saie'kuun, in pri Assiniboinih Sha-i-yé, ali Shi-é-ya, kar pomeni "sovražniki". Vsa ta prerijska imena bi lahko bila oblike, ki izvirajo iz istega korena in s tem istega pomena, in so označevala sovražnike. Assiniboini so se povezali z Indijanci Cree in postali prijatelji, in to ime je ostalo priča, da je starejše od razcepa Indijancev Wazikute od ostalih Yanktonai Siouxov in njihovega zavezništva s plemenom Cree. Cree so bili ekspanzivni, kar dokazuje njihova razširjenost po južni Kanadi, zato so prišli v konflikt z Athapaskan plemeni, ti pa so jih nato poimenovali Ana, Annah, Ennas ali Eta, odvisno od plemena do plemena, in ima enak pomen "foes" ali 'sovražniki'.

## Jezik
Creejski jezik je član družine Algonquian in ima več narečij.
Monsoni (Moose Cree) so govorili  L -narečje v Ontariu in na območju Jamesovega zaliva.
Na preriji so Plains Cree govorili  Y -narečje in Woods Cree  Th -narečje v gozdovih Kanade vse do Britanske Kolumbije in na severozahodnem ozemlju.
Nekateri v narečja Indijancev Cree uvrščajo tudi jezik plemena Atikamekw ali Roundheads (Okrogle Glave, Glave od Kugle), Indijance Bikova glava z Labradora, ki so v resnici podskupina Montagnaisov in so govorili  R -narečje. Ekspanzijo Cree je še posebej spodbudila trgovina s krznom.
Cree jezike in narečja danes govorijo Moose Cree (4.500), Plains Cree (34.000), Swampy Cree (4.500) in Woods Cree (35.000).

## Zgodovina
Ko so prvi belci prišli mednje (sredi 17. stoletja), to so bili jezuitski misijonarji, so Cree živeli na območju Jamesovega zaliva. So prebivalci gozda in lovci na jelene in drugo divjad, ki se lovi zaradi mesa, kože in krzna. Iz tega območja so se v kasnejšem obdobju širili po južni Kanadi vse do Alberte, do reke Churchill na severu. Do leta 1667. so bili Cree v stiku samo z jezuiti, tisto leto pa tudi z ljudmi podjetja Hudson Bay, ki se je ukvarjalo s trgovino s krznom. Indijanci so spretni lovci in poznajo gozd, zato dobijo strelno orožje – puške. Krzno, ki ga želijo beli trgovci, jih bo gnalo v osvajanje novih lovišč, s puškami pa postanejo nevarni svojim sosedom. Leta 1697. so potisnili močno pleme Chipewyan iz skupine Athapaskan proti vzhodu in severu, kar bo povzročilo nadaljnje premike drugih plemen. Podjetje je leta 1717. ustanovilo postajo Churchill na istoimenski reki, ki se izliva v zaliv Hudson Bay, za katero bodo krzno nabavljali tudi lovci Cree. Čeprav obstajajo prijateljski odnosi in trgovske vezi, bo stik z belci mnogim prinesel smrt. Že leta 1784. je 90 % Chipewyanov pokosila epidemija čenih koz, to je ista epidemija, ki je prizadela tudi Indijance Slavery. Cree je epidemija prizadela 1776/1777 in nato spet 1781/1782, v tej drugi epidemiji je od 4.000 Plains Creejev ostalo le 1.000, število Močvirnih Creejev pa se je prepolovilo. Epidemije se ne umirijo in jih prizadenejo spet leta 1786. in nato leta 1869. prizadenejo Prerijske Cree.
Deli Creejev so se že leta 1700. združili z eno skupino Indijancev Yanktonai, to so Wazikute, ki so iskali zaveznike proti svojim bratom Sijuksom, od katerih so se ločili. Kasneje jih bomo imenovali Kuharji kamna, Assiniboini, ker so svojo hrano kuhali v usnjenih vrečah z vročimi kamni v vodi. Z njimi se bodo ti Cree združili, zato jih bodo Assiniboini potegnili za seboj na prerijo Kanade in Montane in še danes živijo v rezervatu Rocky Boy's v Montani.

## Etnografija
Cree so prebivalci gozda, ki svojo domovino v Quebecu imenujejo Iiyiyuuschii ali Iiyiyuu Astchii {"dežela Iiyiyuu (ljudi)"} in je velika za ⅔ Francije. V severnih narečjih se danes imenujejo Iiyiyuu, medtem ko v južnejših narečjih obstaja ime Iinuu. V Quebecu jih je 13.000 v 9 naseljih. Pet naselij je ob obali, kar imenujejo wiinipakw ("morje"), in sicer: Waskaganish, Eastmain, Wemindji, Chisasibi in Whapmagoostui. Štirje so locirani v notranjosti (ali nuuchimiich), in sicer: Nemaska, Waswanipi, Oujé-Bougoumou in Mistissini.
Z osvajanjem prerije Cree prevzamejo tudi način življenja prerije, kakršnega najdemo pri njihovih prijateljih Assiniboinah. Glavni simbol te kulture je nomadski lov na bizone. Cree, ki so se z ekspanzijo iz gozdov širili na območje kanadskega Barelandsa, zahodno od Hudsonovega zaliva, živijo v šotorih, podobnih eskimskim, s to razliko, da ima indijanski šotor-Cree odprtino za dim, eskimski je nima, zato je Cree-šotor manj učinkovit pri zaščiti pred mrazom. Šotor Creejev najdemo tudi pri njihovih sorodnikih Montagnaisih.
Lep opis pravega življenja Creejev, ki so ga vodili v 18. stoletju, nam je zapustil Alexander Mackenzie. Mackenzie jih imenuje Knisteneaux in pravi, da so lepo grajeni, bakrene polti in črnih las, značilnih za ameriškega domorodca ter črnih in pronicljivih oči.

## Skupine (bande)
- Bande 1590. – 1620.:

Eastern Cree James Bay Cree,
Michinipi Cree,
Mistassini Cree,
Northern Cree,
Swampy Cree,
Woods Cree,
- Bande 1630. – 1660.

Asini Wachi Wininiwak,
Albany Post,
Alimibequek,
Canoe Cree,
Strongwood,
Bouscoutton,
Eastern Cree,
Eastmain,
James Bay Cree,
Kilistinonos,
Kinistino,
Matawa Kirinowak,
Mistassini Cree,
Monson,
Moose Cree,
Moose Factory,
Nisibourounik,
Northern Cree,
Poisson Blancs,
Rupert House,
Sioux Lookout Bands,
Swampy Cree,
Upstream Cree,
Wapoos Wininiwak,
Waskaganish,
Waswanipi,
- Bande 1670-1700:

Asini Wachi Wininiwak,
Atspu's,
Ayapaskwa Wininiwak,
Beaver River,
Bouscoutton,
Canoe,
Eastern Cree,
Eastmain,
James Bay Cree,
Matawa Kirinowak,
Michinipi Cree,
Mistassini Cree,
Monsoni,
Moose Cree,
Moose Factory,
Nelson House,
Northern Cree,
Ouje-Bougoumou Cree,
Peace River Cree,
Rupert House,
Sioux Lookout Bands,
Sisitawi's,
Southern Cree,
Swampy Cree,
Swan River Bands,
Upstream Cree,
Waswanipi,
Winipik Wininiwak,
Winnipeg River,
York Factory,
- Bande 1710. – 1740.:

Asini Wachi Wininiwak,
Asinee,
Ayapaskwa Wininiwak,
Canoe Cree,
Cedar Lake Bands,
Cree of the Lakes,
Cree of the Rivers,
Eastern Cree,
Gens d'Orignal,
Grandes Pagnes Indians,
James Bay Cree,
Katepwe Sipi WinIniwak,
Lower Plains Cree,
Michinipi Cree,
Missouri River Bands,
Mistassini Cree,
Moose Cree,
Moose Factory,
Nelson House,
Nipawin Bands,
Nipigon Indians,
Northern Cree,
Opaskwayak,
Oskquisaquamai,
Paskwa Wininiwak,
Peace River Cree,
Portage La Prairie,
Red River Indians,
Reindeer Lake,
Rupert House,
Sioux Lookout Bands,
Southern Cree,
Strongwood,
Swampy Cree,
Swan River Bands,
Tekamamcouene Indians,
Upstream Cree,
Wapoos Wininiwak,
Waskahikan Wininiwak,
Waswanipi,
Western Cree,
Winnipeg River,
Woods Cree,
York Factory,
- Bande 1750. – 1780.:

Asini Wachi Wininiwak,
Asinee,
Ayapaswka Wininiwak,
Beaver River Cree,
Big Stone's,
Black Indian's,
Canoe Cree,
Cedar Lake Bands,
Cumberland House,
D'Or's,
Eagle Hills Cree,
Eastern Cree,
Fort Chipewyan Bands,
Fort McMurray,
Isle a la Crosse,
James Bay Cree,
Kastitchewanuk,
Katepwe Sipi Wininiwak,
La Grosse Tette's,
Lac La Biche Cree,
Lac La Loche,
Lesser Slave Lake,
Lower Plains Cree,
Missouri River Band,
Mistassini,
Moose Cree,
Moose Factory,
Naka Wininiwak,
Nelson House,
Nipawin Bands,
Northern Cree,
Opaskwayak,
Paskwa Wininiwak,
Peace River Cree,
Portage La Prairie,
Red River Indians,
Rupert House,
Sioux Lookout Bands,
Southern Cree,
Strongwood,
Swam River Bands,
Swampy Cree,
Sweet Mouth Indians,
Upstream Cree,
Wapenesew's,
Waskahikan Wininiwak,
Waswanipi,
Western Cree,
Wewanitowuk,
Winnipeg River,
Woods Cree,
- Bande 1790. – 1820.:

Albany Band,
Amisk Wachi Bands,
Asini Wachi Wininiwak,
Asinee,
Ayapaskwa Wininiwak,
Bad Meat's,
Beaver Lake (Sask),
Beaver River Cree,
Big Stone's,
Birch Lake,
Black Indian's,
Black Man's,
Bleneau Ahsis',
Brandon House,
Calahoo's,
Calling Lake ,
Captain Corn's,
Cedar Lake Bands,
Chemawawin,
Chien Fou's,
Churchill Factory,
Cumberland House,
Eagle Hills Cree,
Eastern Cree,
Fishing Lake,
Flat Ham's,
Fort Alexandria,
Fort Assiniboin,
Fort Chipewyan Bands,
Fort Edmonton Bands,
Fort Edmonton Woods Cree,
Fort McMurray,
Fort Pitt Bands,
Fort Pitt Woods Cree,
Fort Severn,
Fort Vermilion Bands,
Foutreau's,
Frog Lake Bands,
Gang's,
Gauche's,
Grand Soteau,
Green Lake,
Grimaceau's,
Grouard,
Horse Hill,
Hulse House,
Ichopomishish's,
Isle A La Crosse,
James Bay Cree,
James Smith's,
Jepormsish's,
Kahmeeschetookehewup's,
Katepwe Sipi Wininiwak,
Kichi Weskewate's,
L'Hirondelle's,
La Robe Noire's,
Lac La Biche Cree,
Lac La Loche,
Lac St. Anne,
La Robe Noire's,
Lesser Slave Lake,
Little Captain's,
Little Red River,
Lower Plains Cree,
Manchester House Bands,
Maskipitonew's,
Mataitai Keok's,
Michinipi Cree,
Mission,
Missouri River Bands,
Mountain Cree,
Neestooyan Post,
Nehiapwat,
Nelson House,
Nelson River Bands,
Nipawin Bands,
Niyas',
Northern Cree,
Norway House,
Onion Lake Bands,
Opaskwayak,
Ouje-Bougoumou Cree,
Oxford House,
Paskokopa Wininiwak,
Paskwa Wininiwak,
Peace River Cree,
Peace River Crossing B.,
Peechee's,
Portage La Prairie,
Red Pheasant's,
Red River Indians,
Redberry,
Reindeer Lake,
Rocky Mountain House,
Rupert House,
Saskatchewan,
Shoal Lake,
Sioux Lookout Bands,
Sipi Wininiwak,
South Branch House,
Southern Cree,
Snake Cree,
Snake Plain,
Strongwood,
Sturgeon Landing,
Swampy Cree,
Swan River Bands,
Terre Blanche,
Thunder's,
Thunderbird Mountain,
Transmontane Bands,
Upstream Cree,
Vermilion River Bands,
Victoria Bands,
Wapoos Wininiwak,
Waskahikan Wininiwak,
Waswanipi,
Wegg's House,
Western Cree,
Woods Cree,
York Factory,
- Bande 1830. – 1860.:

Amisk Wachi Wininiwak,
Apiste Kehew,
Asini Wachi Wininiwak,
Asinee,
Ahtahkakoop,
Ayapaskwa Wininiwak,
Bald Hill,
Beardy's,
Beaver Lake (Alta),
Big Stone's,
Calahoo's,
Calling Lake,
Canoe,
Cedar Lake Bands,
Chakastapaysin's,
Chemawawin,
Chocab's,
Churchill Factory,
Coteau des Prairies,
Cumberland House,
Crow Shoes,
Driftpile,
Dumont's,
Eagle Hills Cree,
Eastern Cree,
Ermineskin's,
Fort Assinibon,
Fort Carlton Woods Cree,
Fort Chipewyan Bands,
Fort Colville Bands,
Fort Edmonton Bands,
Fort Edmonton Woods Cree,
Fort McMurray,
Fort Pitt Bands,
Fort Pitt Woods Cree,
Fort Union Bands,
Frog Lake Bands,
Gauche's,
General's,
Gens de Fille,
Goodfish Lake,
Green Lake,
Grouard,
Isle A La Crosse,
James Bay Cree,
Kahapayak Washoomain's,
Kahmeeschetookehewup's,
Kakake's,
Kakewistahaw's,
Kakici Wininiwak,
Katepw Sipi Wininiwak,
Keeseekoose's Soto,
Ketchemoot's,
Kiaskoosis,
Kiskiyaw's,
Kiya Kikasakoowe's,
Kontewonda's,
Koominakoos,
Kopahawakenum's,
L'Enfant du Fer's,
La Chef Qui Parle's,
La Jambe's,
La Roche's,
Lac La Biche,
Lac St. Anne Cree,
Lafleur's,
Lapatak's,
Le Capote Bleu,
Le Petit Soldat's,
Le Sonnat's,
Lesser Slave Lake,
Little Dogs,
Little Pine's,
Little Red River,
Long Lake,
Louis Bull's,
Lower Plains Cree,
Mahikansis,
Makai Ahsis,
Maskipitonew's,
Maskwa Chak's,
Muskwoikakenut|Maskwa Kakenoot,
Maskwa Kawapaweet's,
Mahikansis,
Mataitai Keok's
Michinipi Cree,
Ministikwan Lake,
Mission/Pigeon Lake,
Mission/Samson/Maskepet,
Missouri River Bands,
Mistahe Maskwa's,
Mistassini,
Mistikoos,
Mooswa Atik's,
Moose Dung's,
Moose Cree,
Moose Factory,
Moose Lake,
Muskegan,
Muskeg Lake,
Mustus Sakahikan Bands,
Naka Wininiwak,
Neesnetasis,
NehiyaPwat,
Nelson House,
Niyas,
Northern Cree,
Norway House,
O'Kanes,
Ochapowace's,
Okemaw Asis,
Onchaminahoos,
Oonahatmenahoo's,
Opaskwayak,
Ouje-Bougoumou Cree,
Oxford House,
Paskokopa Wininiwak,
Paskwa Wininiwak,
Papasche's,
Peace River Cree,
Peace River Crossing B.,
Peechee's,
Pehotis,
Peisiekan,
Pepachekwone's,
Pigeon Lake/Samson/Mask,
Pine Creek Chippewa,
Piwapiskaw Asis,
Piyesie Chak's,
Pichikop Wachis,
Piskakawakis,
Poundmaker's,
Prince Albert Bands,
Red Pheasant's,
Rocky Mountain House,
Rosade Au Con Tout Pique,
Rupert House,
St. Francis Regis,
St. Ignatius,
Saddle Lake Bands,
Samson's,
Saskatchewan,
Sayagamat ,
Shadow's,
Shemaukan's,
Sioux Lookout Bands,
Sipi Wininiwak,
Sisikwanis,
Snake Plain,
Sleestak,
Soberman's,
Southern Cree,
Starblanket's,
Strikes Him's,
Strongwood,
Sturgeon Lake Band,
Swampy Cree,
Swan River Bands,
Sweetgrass',
Tallcree's,
Terre Blanche,
The General's,
Touchwood Hills Bands,
Transmontane Bands,
Upstream Cree,
Utikuma Lake,
Vermilion River Band,
Victoria Cree,
Wape Maskwa's,
Wapoos Wininiwak,
Waskahikan Wininiwak,
Waswanipi,
Wawichakawte's,
Western Cree,
Whitefish Lake,
Wikiwam Kamosenakaitan,
Wood Mountain Bands,
Woods Cree,
York Factory,
Young Gauche's,
- Bande 1870. – 1900.:

Albany,
Alexander's,
Asini Wachi Wininiwak,
Ahtahkakoop,
Assissipi Mission,
Attawapiskat,
Ayapaskwa Wininiwak,
Badger's,
Bald Hill,
Beauval,
Beardy's,
Bearskin's,
Beaver Lake,
Beaver Ranche,
Berens River Chippewa,
Big River,
Big Stone's,
North Wabasca Lake,
South Wabasca Lake,
Wabasca,
Wabasca River,
Wasabee, 
Birch River,
Bloodvein,
Blue Quill,
Broadview,
Buffalo Point Chippewa,
Cache Lake,
Cadotte Lake,
Calahoos,
Calais,
Calling Lake,
Canoe Lake,
Captain's,
Carcajou,
Carrot River,
Cedar Lake Bands,
Chemawawin,
Grand Rapids,
Chakachase's,
Chakastapaysin's,
Cheechak's,
Chemawawin,
Chipie River,
Chitek Lake,
Christina Lake,
Clear Lake Chippewa,
Constance Lake,
Coteau des Prairies,
Cowesses,
Cree,
Cross Lake,
Cumberland House,
Red Earth,
Carrot River,
Dawson Bay,
Desmarais,
Duncans,
Eagle Hills Cree,
Eastern Cree,
Ermineskins,
File Hills Cree,
Fisher River Chippewa,
Fort Carlton Woods Cree,
Fort Chipewyan Cree,
Fort Chipewyan Lake Band,
Fort Edmonton Bands,
Fort McMurray,
Fort Pitt Bands,
Fort Pitt Woods Cree,
Fort Vermilion Bands,
Four Portage,
Fox Lake,
Fox Point,
Freeman,
Frog Lake Bands,
Front Man's,
Goodfish Lake,
Goose Lake,
Grand Rapids,
Green Lake,
Grouard,
Freeman,
Halcro Lake,
Pakashans,
Imasees,
Indian Pear Island,
Isidore's,
Island Lake,
Isle A La Crosse,
Jackhead Chippewa,
James Bay Cree,
James Robert's,
James Smith's,
John Smith's,
Joseph Bighead's,
Kahapayak Waashoomain's,
Kahmeeschetookehewup's,
Kanahachapew's,
Kahseematapoo's,
Kakake's,
Kakenawup's,
Kakici Wininiwak,
Kanahachapew's,
Kapitiko's,
Katepwe Sipi Wininiwak,
Keeseekoowenin's Chippe,
Kehew Atiyapimwat's,
Kichi Kahemewin's,
Kinistino's Soto,
Kisikaw Wachak's,
Kisketew Maskoo Maskwa,
Kiskiyaw's,
Kitsakie River,
Kopahawakemum's,
Lac Cardinal,
Lac La Biche,
Lac La Loche,
Lac La Ronge,
Four Portage,
Fox Point,
Kitsakie River,
Little Hills,
Old Fort,
Potato River,
Stanley,
Sucker River,
Lac St. Anne,
Lapatak's,
Lesser Slave Lake,
Little Black River,
Little Dogs,
Little Grand Rapids,
Little Hills,
Little Mountain's,
Little Pine's,
Little Poplar's,
Little Red River,
Lone Man's,
Long Lake,
Long Lodge's,
Loon Creek,
Loon Lake,
Louis Bull's,
Lower Plains Cree,
Lubicon Lake,
Makayoo's,
Makwa Sahgaiehcan,
Manigotagas River,
Maskwa Kwatik's,
Maskwa Wachies,
Meadow Lake Bands,
Meminowatow's,
Michinipi Cree,
Ministikwan Lake,
Missouri River Bands,
Mistahe Maskwa's,
Mistassini,
Mistikoos,
Montana,
Montreal Lake,
Moose Cree,
Moose Factory,
Moose Lake,
Moosomin's,
Muskeg Lake,
Mustus Sakahikan Bands,
Neesnetasis,
Nehiyapwat,
Nelson House,
Nepahase's,
New Post,
Nikaneet,
North Battleford,
North Wabasca Lake,
Northern Cree,
Norway House,
Okanes,
Ochapowase's,
Old Fort,
Onipawhew's,
Onion Lake Bands,
Oonahatmenahoo's,
Opaskwayak,
Cross Lake,
Indian Pear Island,
Ouje-Bougoumou Cree,
Oxford House,
Pakashan's,
Papaway's,
Paskeakewenin's,
Paskokopa Wininiwak,
Paskwa Wininiwak,
Papaschase's,
Peace River Cree,
Peace River Crossing B.,
Peerless Lake,
Pelican Lake,
Pemoteyasew's,
Pepamaskamikniam's,
Peter Ballantyne's,
Pigeon Lake,
Piyesew Wakawachakoot's,
Poplar River Chippewa,
Potato River,
Poundmaker's,
Prince Albert Bands,
Red Earth,
Carrot River,
Red Pheasant's,
Rocky Boy's,
Rolling Mud's,
Rupert House,
Saddle Lake Bands,
St. Albert Bands,
Sakimay's,
Samson's,
Saskatchewan,
Saskatchewan's,
Sayagamat's,
Seewaskwan's,
Shadow on the Water's
Shemaukan's,
Shesheep's,
Shoal Lake,
Sikaskootch's,
Sioux Lookout Bands,
Sipi Wininiwak,
Sisikwanis,
Snake Plain,
South Wabasca Lake,
Southern Cree,
Stanley,
Star Blanket's,
Strikes Him's,
Sturgeon Lake,
Calais,
Goose Lake,
Sturgeon Lake Band,
Sucker Creek,
Sucker River,
Sunchild's,
Swan River,
Swan River Bands,
Sweetgrass,
Sweetgrass,
Tallcree,
The Pas,
Thunder Chief's,
Thunderchild's,
Toma's,
Touchwood Hills Bands,
Trout Lake,
Twin Wolverine's,
Upstream Cree,
Utikuma Lake,
Vermilion River Bands,
Victoria Bands,
Wabasca,
Wabasca River,
Wahpe Hayo's,
Wahsatanow,
Walker With Turned Out,
Star Blanket's,
Wape Maskwa's,
Waskahikan Wininiwak,
Waswanipi,
Waterhen Lake,
Weenusk,
Wendigo's,
Western Cree,
Whitefish Lake,
William McKenzie,
Woods Cree,
York Factory.
Sodobne skupine: Ime skupine in plemenski sedež
Alberta
- Alexander Indian Band, Morinville
- Beaver Lake First Nation Band, La la Biche
- Bigstone Cree Nation, Gleichen
- Cold Lake First Nation, Cold Lake
- Driftpile Cree Nation, Driftpile
- Duncan's Indian Band, Brownvale
- Enoch Cree Nation, Winterburn
- Ermineskin, Hobbem
- Fort McMurray First Nation Band, Fort McMurray
- Frog Lake, Frog Lake
- Grouard Indian Band, Grouard
- Kehewin Cree Nation, Bonnyville
- Little Red River Cree Nation, High Level
- Long Lake Cree Nation, Kehewin Reserve
- Louis Bull Indian Band, Hobbem
- Lubicon Lake Cree Indian Band, Peace River
- Paul Indian Band, Duffield
- Saddle Lake Indian Band
- Samson Indian Band, Hobben
- Sawridge Indian Band, Slave Lake
- Sturgeon Lake Indian Band, Valleywiew
- Sucker Lake Indian Band, Enlida
- Sunchild Cree First Nation, Rocky Mountain House
- Swan River Indian Band, Kinuso
- Tallcree Indian Band, Fort Vermillion
- Whitefish Lake Indian Band, Atikameg

Manitoba
- Chemewawin Indian Band, Easterville
- Cross Lake Indian Band, Cross Lake
- Fisher River Cree Nation, Koostatak
- Fox Lake Indian Band, Gilliam
- Garden Hill Indian Band, Island Lake
- God's Lake Indian Band, God's Lake
- God's River Indian Band, God's River
- Grand Rapids Indian Band, Grand Rapids
- Indian Birch Band, Birch River
- Mathias Colomb Indian Band, Pukatawagan
- Moose Lake Indian Band, Moose Lake
- Nelson House Indian Band, Nelson House
- Norway House Indian Band, Norway House
- Opaskwayak Indian Band, The Pas
- Oxford House Indian Band, Oxford House
- Peguis Indian Band, Hodgson
- Poplar River First Nation Band, Negginan
- Red Sucker Lake First Nation, Red Sucker Lake
- St. Theresa Point First Nation, St. Thesesa Point
- Shamatawwa First Nation Band, Shamatawwa
- Split Lake Cree First nation Band, Split Lake
- War Lake Indian Band, War Lake
- Wasagamak Indian Band, Wasagamak
- York Factory Indian Band, via Ilford

Montana
- Rocky Boy's Reservation, Box Elder

Ontario
- Attawapiskat First Nation, Attawapiskat
- Bearskin Lake First Nation, Bearskin Lake
- Big Trout Lake First Nation, Big Trout Lake
- Brunswick House First Nation, Chapleau
- Chapleu Cree First Nation, Sault Ste. Marie
- Constance Lake First Nation, Calstock
- Deer Lake First Nation, Deer Lake
- Fort Severn First Nation, Fort Severn
- Kasabonika Lake First Nation, Kasabonika Lake
- Kingfisher Lake First Nation, Kingfisher Lake
- Matachewan First Nation, Matachewan
- Moose Factory First nation, Moose Factory
- Muskrat Dam First Nation
- New Post First Nation, Cochrane
- North Caribou Lake First Nation, Patricia
- Sachigo Lake First Nation, Sachigo Lake
- Sandy Lake First Nation, Sandy Lake
- Wapekeka First Nation, Wapekeka Reserve
- Weenusk First Nation, Winisk
- Wunnumin First Nation, Wunnumin

Quebec
- Abitibiwinni Band, Pikogen Indian Reserve, Amos
- Chisasibi Band, Fort George
- Eastmain Band, Eastmain
- Mistissini Band, Mistassini Lake
- Nemaska Band, Nemaska
- Whapmagoostui Band, Wapmagoostui
- Waskaganish Band, James Bay
- Wemindji Band, Paint Hills

Saskatchewan
- Beardy & Okemasis Indian Band, Duck Lake
- Big River Indian Band, Debden
- Canoe Lake Band, Canoe Lake
- Cowessess Band, Broadview
- Cumberland House Indian Band, Cumberland House
- Day Star Band, Wynyard
- Flying Dust Indian Band, Kylemore
- Gordon Indian Band, Punnichy
- Island Lake Indian Band, Loon Lake
- James Smith Indian Band, Kinistino
- John Smith Indian Band, Birch Hills
- Joseph Bighead Indian Band, Pierceland
- Kahkewistahaw Indian Band, Broadview
- Kawacatoose Indian Band, Quinton
- Lake La Ronge Indian Band, La Ronge
- Little Black Bear Indian Band, Goodeve
- Little Pine Indian Band, Paynton
- Lucky Man Indian Band, North Battleford
- Makwa Sahgaeihcan Indian Band, Loon Lake
- Mistawasis Indian Band,  Leask
- Montreal Lake Indian Band, Montreal Lake
- Moosomin Indian Band, Cochin
- Muskeg Lake Indian Band, Leask
- Nekaneet Indian Band, Maple Lake
- Ochapowace Indian Band, Broadview
- Okanese Indian Band, Balcarres
- One Arrow Indian Band, Batoche
- Onion Lake Indian Band, Onion Lake
- Pasqua Indian band, Fort Qu'Appelle
- Peepeekisis Indian Band, Balcarres
- Pelican Lake Indian Band,  Leoville
- Piapot Indian Band, Craven
- Poundmaker Indian Band, Paynton
- Red Earth Indian Band, Red Earth
- Red Pheasant Indian Band, Cando
- Sandy Lake First Nation, Shell Lake
- Shoal Lake First Nation, Pakaw Lake
- Star Blanket Indian Band, Balcarres
- Sturgeon Lake Indian Band, Spruce Home
- Sweetgrass Indian Band,  Gallivan
- Thunderchild Indian Band, Turtleford
- Waterhen Lake Indian Band, Waterhen Lake
- Whitebear Indian Band, Carlyle
- Witchikan Lake Indian Band, Spiritwood

Severozahodna ozemlja
- Muskwoikauepawit